# Bartolomé Esteban Murillo

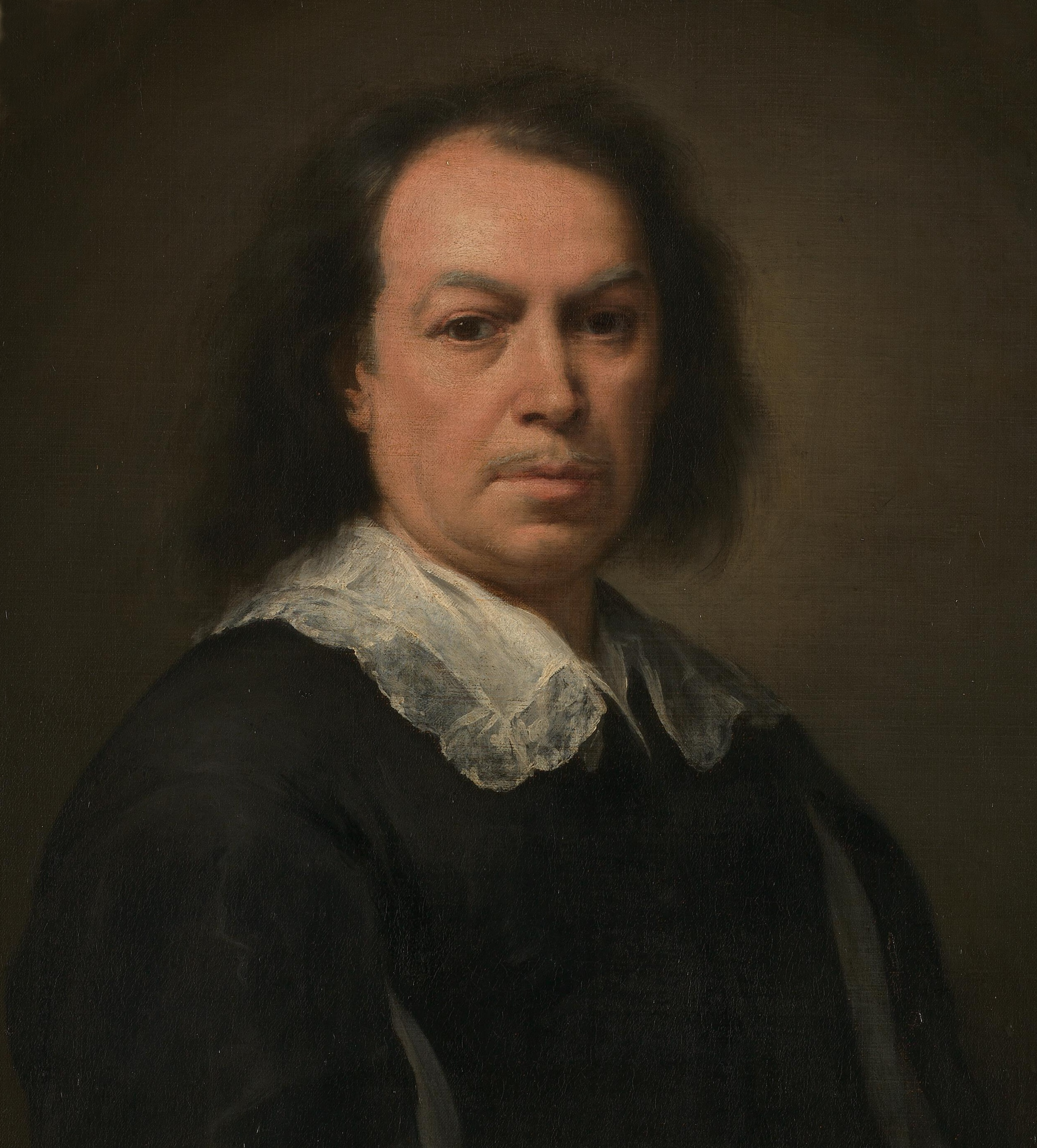
Selbstbildnis Murillos. London, National Gallery

Bartolomé Esteban Murillo (* 1617 in Sevilla, Königreich Kastilien; † 3. April 1682 ebenda) war ein spanischer Maler des Barocks und ab der Mitte des 17. Jahrhunderts der führende und berühmteste Maler Sevillas.

## Leben
Murillo wurde Ende 1617 als jüngstes der 14 Kinder des Barbiers und Feldschers (Chirurgen) Gaspar Esteban und seiner Frau María Pérez Murillo im andalusischen Sevilla geboren. Nur seine Taufe ist urkundlich belegt, am 1. Januar 1618 in Sevilla. Seine Mutter stammte aus einer Maler- und Silberschmiedefamilie und er nutzte zur Signatur seiner Werke ihren Muttersnamen. Als er neun bzw. zehn Jahre alt war, starben seine Eltern (1627 der Vater, 1628 die Mutter), und der verwaiste Junge wuchs im Haushalt seiner Schwester Ana auf. Ana war mit dem wohlhabenden Arzt Juan Augustin de Lagares verheiratet, mit dem Murillo lebenslang eng verbunden blieb. Als 15-Jähriger wollte er nach Amerika fahren, doch fand eine solche Reise nicht statt. Zeit seines Lebens wirkte er in Sevilla, das damals noch auf dem Höhepunkt als führende Handelsstadt Spaniens, insbesondere im Handel mit den Kolonien, stand. Bei der Pestepidemie von 1649 kam fast die Hälfte der Bevölkerung um. Auch Erdbeben trugen dazu bei, dass die Stadt in den Niedergang geriet und später im Rang von der Hafenstadt Cádiz abgelöst wurde.

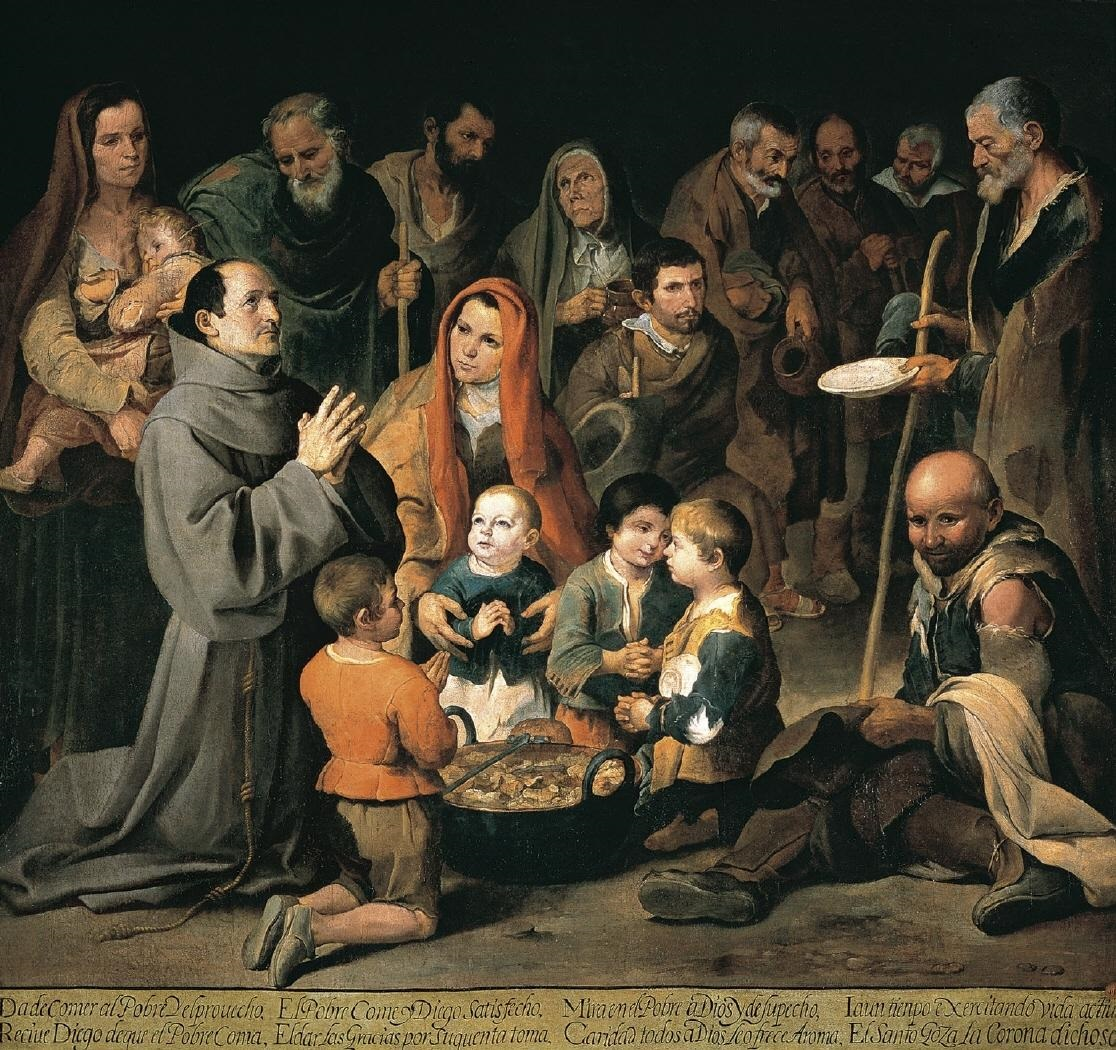
Die Armenspeisung des heiligen Diego de Alcalá aus dem Zyklus für das Franziskanerkloster in Sevilla, 1645–1646, 173 × 183 cm, Real Academia de Bellas Artes de San Fernando, Madrid

Murillo ging zunächst bei Juan del Castillo in Sevilla in die Lehre, der mit seiner Mutter entfernt verwandt war. Beeinflusst wurde er zunächst von spanischen Malern wie Jusepe de Ribera, Alonso Cano und dem bis zur Jahrhundertmitte führenden sevillanischen Künstler Francisco de Zurbarán, die alle einen realistischen Tenebroso-Stil pflegten, der stark von dem Italiener Caravaggio beeinflusst war. Darüber hinaus auch getragen durch niederländische Werke wie die von van Dyck und Peter Paul Rubens. Als Castillo 1638 nach Cádiz ging, machte sich Murillo als Maler selbständig. Der Legende nach lebte er in Armut und fertigte billige Andachtsgemälde an, die er auf Jahrmärkten verkaufte. Über seine frühe Schaffensperiode in den 1630er und 1640er Jahren ist jedoch nur wenig bekannt, Bilder sind kaum erhalten oder nicht identifiziert. Nach Berichten älterer spanischer Autoren soll er um 1642 eine Reise nach Madrid unternommen haben, wo er in den königlichen Gemäldesammlungen studiert haben soll. Das lässt sich zwar dokumentarisch nicht belegen, liegt aber durchaus im Rahmen des Möglichen. Denn von diesem Zeitpunkt an trat ein deutlicher Wandel seines Malstiles ein. Ein erhaltenes Beispiel dafür ist das um 1642 entstandene Gemälde Jungfrau mit dem Rosenkranz.
Am 26. Februar 1645 heiratete Murillo in der Kirche de la Magdalena in Sevilla Beatriz Sotomayor y Cabrera, mit der er mindestens zehn Kinder hatte, von denen jedoch einige schon früh starben.
Seinen künstlerischen Durchbruch hatte Murillo dann 1645/46, als er 11 große Gemälde für den Kreuzgang des Klosters des Heiligen Franziskus in Sevilla fertigte, die sich heute in verschiedenen Museen befinden, darunter die Armenspeisung des hl. Diego de Alcalá (Real Academia de San Fernando, Madrid), die Engelsküche des hl. Diego de Alcalá (Louvre, Paris) und der Tod der heiligen Klara (Gemäldegalerie, Dresden). Mitte der 1650er Jahre wurde er bereits als einer der führenden Maler Sevillas angesehen und erhielt mehrere Aufträge für die Kathedrale, darunter auch monumentale Bildnisse der sevillaner Stadtheiligen Isidor und Leander. Vor allem aber wurde er durch die Vision des heiligen Antonius von Padua (1656) für die Taufkapelle, die ihn als einen ausgereiften Maler des Barock zeigt, bekannt. Bis zu diesem Zeitpunkt war auch sein Malstil und die Auswahl von Motiven soweit gereift, dass er sich vom Stil der meisten Zeitgenossen deutlich abhob. Dies förderte seinen Ruf, und er war nunmehr ein gefragter Maler. Einen besonderen Erfolg hatte er mit seinen Marienbildnissen in Form der in Spanien ohnehin sehr beliebten und verehrten Unbefleckten Empfängnis (lat. Immaculata conceptio) und mit dem Thema Jungfrau mit Kind. Daneben malte er unzählige andere Werke zu verschiedensten religiösen Themen, viele davon in einem so natur- und volksnahen Stil, dass sie teilweise „kaum von Genrebildern zu unterscheiden“ sind. Landschaften und Genreszenen nahmen in seinem Werk überhaupt einen recht größeren Platz ein als bei anderen spanischen Künstlern seiner Zeit. Seine ganz persönliche Eigenheit, die ihn in der Kunstöffentlichkeit bis heute prägen, waren seine Darstellungen armer Kinder aus dem Volk in verschiedensten Posen („Murillos Kinder“ – beim Würfelspiel, Melone essend usw.), die neben seinen Madonnen auch außerhalb Spaniens stark nachgefragt waren (siehe Galerie unten).

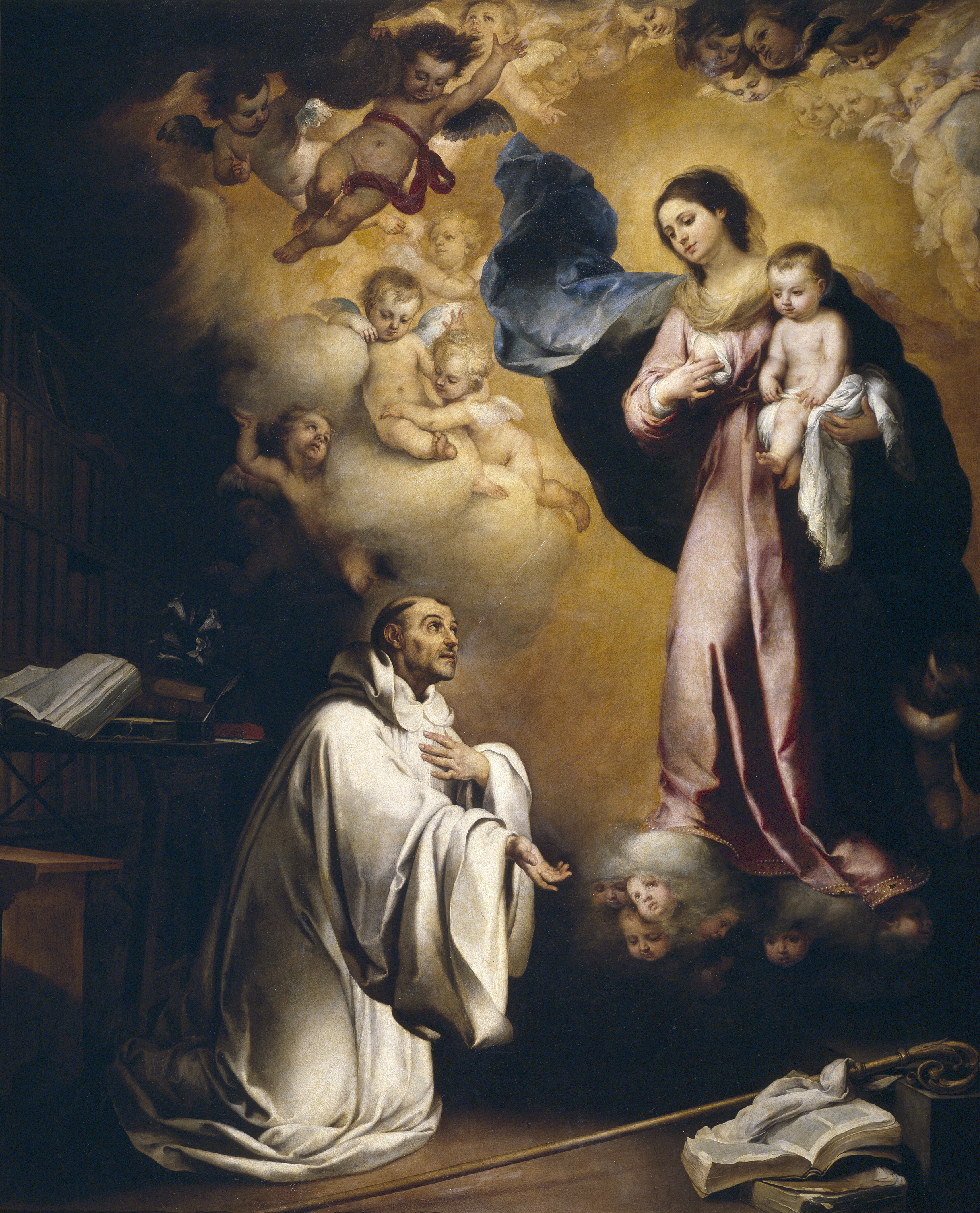
Erscheinung der Jungfrau Maria vor dem Heiligen Bernhard, ca. 1655, 311 × 249 cm, Prado, Madrid

Die Zeichen seines Wohlstandes mehrten sich. Murillo, von der franziskanischen Ethik geprägt, war gern bereit, einen Teil seines Reichtums für mildtätige Zwecke einzusetzen. 1657 investierte er in eine amerikanische Handelscompagnie und kaufte Sklaven für seinen Haushalt. 
Für 1658 ist eine etwa einjährige Reise Murillos nach Madrid dokumentiert, bei der er den Maler Diego Velázquez traf und die königlichen Sammlungen besuchte, um Gemälde von Tizian, Rubens und van Dyck in den königlichen Gemäldesammlungen zu studieren. 1660 gründete er die Akademie der schönen Künste in Sevilla und wurde ihr Präsident, neben Francisco de Herrera d. J. Dabei lag ihm sehr viel daran, sein Wissen den nachfolgenden Künstlergenerationen zur Verfügung zu stellen und die Malkunst akademisch aufzuwerten. Er hatte zahlreiche Schüler in seiner Werkstatt, die er selbst anleitete und auf ihrem Weg als Künstler begleitete. 1662 wurde er Mitglied mehrerer religiöser Gesellschaften in Sevilla. Zwischen 1660 und 1665 arbeitete Murillo u. a. an einem alttestamentlichen Gemäldezyklus über das Leben Jakobs für den Marquis de Villamanrique, von dem aber nur vier Arbeiten erhalten geblieben sind, die heute in ausgewählten Museen besichtigt werden können. Der Schwerpunkt dieses Zyklus betraf die Landschaftsmalerei.
1663 starb seine Frau, und er blieb allein zurück mit vier seiner Kinder, die nach und nach das Haus verließen. Das war ein schwerer Schlag für Murillo, der dazu führte, dass er über ein Jahr nicht in der Lage war, neue Bilder zu malen. Das war für ihn auch der Grund, sich dem Orden der Barmherzigen Brüder anzuschließen. Von diesem Zeitpunkt an lebte Murillo als Witwer mit seinen Dienern und Gaspar Esteban, der wahrscheinlich einer seiner Söhne war und nach vielfach geübter Landestradition den Namen des bereits 1627 verstorbenen Großvaters trug. 1665 trat er dann dem Orden der Barmherzigen Brüder endgültig bei, für dessen Spitalensemble und Kirche de la Caridad er in den folgenden Jahren (1666–1672) eine Serie von Bildern zum Thema Barmherzigkeit schuf. In der folgenden Zeit malte er viele seiner religiösen Hauptwerke und erhielt verschiedene bedeutende Aufträge, zum Beispiel das Altargemälde für das Augustinerkloster (1680) und Gemälde für Santa Maria La Blanca (1665), sowie für das Hospital de los Venerables Sacerdotes (1665–1667).
Murillos Ruf als gereifter und künstlerisch unverwechselbarer Maler von Sevilla verbreitete sich schon zu Lebzeiten über ganz Spanien und ins europäische Ausland. Laut dem Biographen Antonio Palomino soll ihm vom Hof König Karl II. von Spanien um 1670 angeboten worden sein, nach Madrid zu ziehen, um dort als Hofmaler weiter wirken zu können. Diese Anekdote ist allerdings dokumentarisch nicht belegt und Murillo blieb bis an sein Lebensende in Sevilla wohnen.
Der Legende nach starb er in Armut, vor allem weil er bereit war, sehr viel Geld für karitative Zwecke abzugeben, und sein Nachlass war bescheiden. 1682 erhielt er den Auftrag für das Gemälde der Hochzeit der Hl. Katharina und begab sich dafür erstmals für eine größere Arbeit in eine andere Stadt, nach Cádiz. Dort stürzte er beim Malen in der Kapuzinerkirche von einem Gerüst und starb einige Monate später an den Folgen des Sturzes in Sevilla.
Die meisten Informationen über Murillos Persönlichkeit überliefert sein Biograph Palomino, der ihn als einen Menschen beschrieb, der „... nicht nur vom Himmel begünstigt war durch die Erhabenheit seiner Kunst, sondern auch durch die Gaben seiner Natur, als ein guter Mensch, von liebenswürdigem Charakter, demütig und bescheiden“.

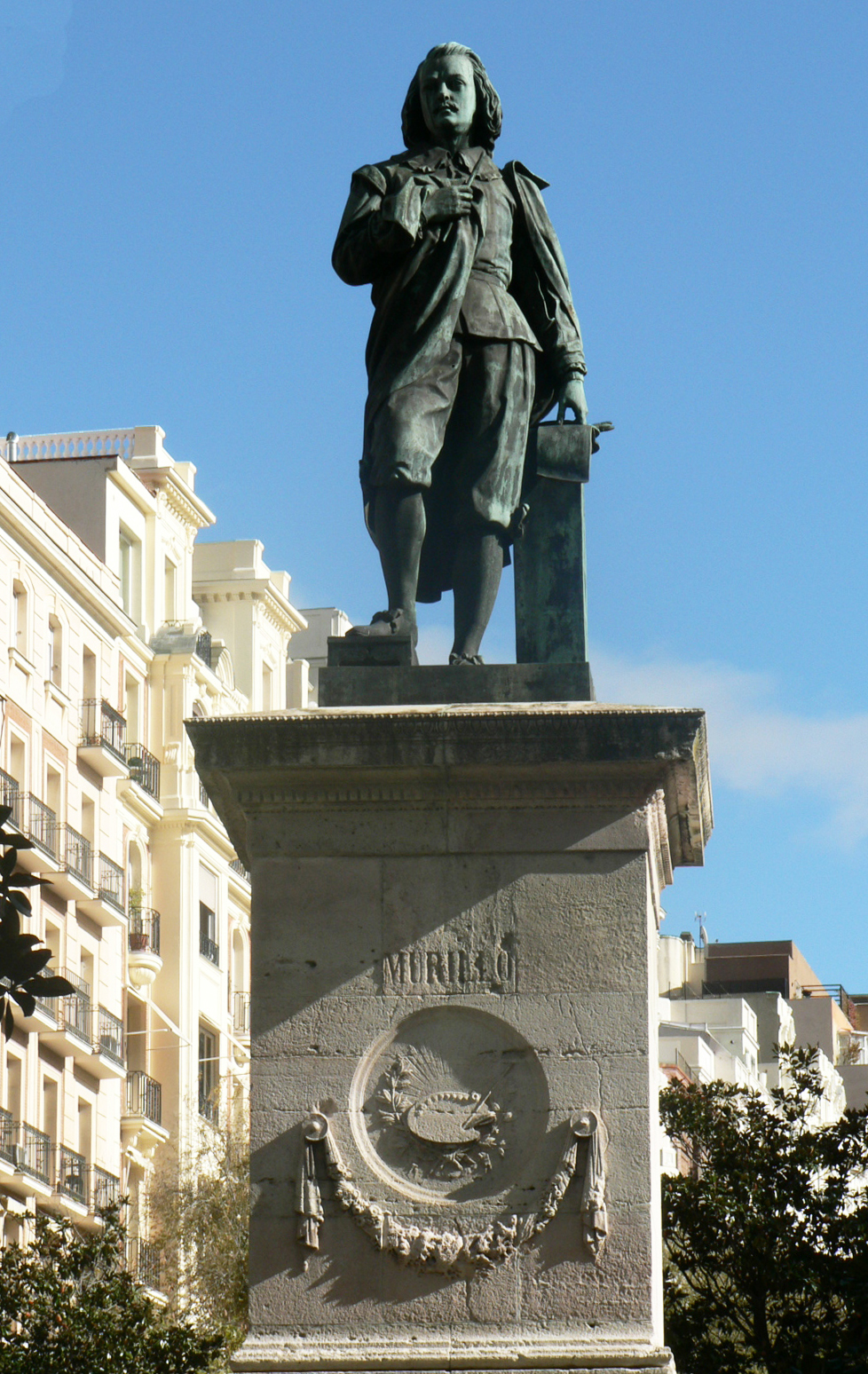
Statue Murillos in Madrid

## Würdigung
Murillo gilt zusammen mit Diego Velázquez als bedeutendster Vertreter der Malerei in Spaniens Goldener Zeit, span. Siglo de Oro, wobei er selbst zu Lebzeiten und bis weit ins 19. Jahrhundert der bekanntere und volkstümlichere Künstler der beiden war. Sein Schwerpunkt lag in religiöser Malerei, in Altar- und Andachtsbildern, besonders Madonnenbilder oder Bilder anderer populärer Heiliger, wie z. B. Joseph, Johannes der Täufer oder Antonius von Padua, die auch zusammen mit dem Jesuskind dargestellt wurden. Den Bildtypus der Immaculada Concepción vereinfachte er so weit, dass sie teilweise nur schwer vom verwandten Typus der Himmelfahrt Mariens zu unterscheiden sind; dies fällt im Vergleich zu anderen spanischen Malern auf, wie z. B. dem wesentlich jüngeren Antolínez, der ebenfalls sehr erfolgreich in der Gattung der Immaculada war.

Murillos gleichermaßen bedeutende, aber weniger zahlreiche Genrebilder geben vor allem das Milieu seiner Vaterstadt Sevilla wieder; typisch sind die schon erwähnten Szenen mit Straßenjungen und Bettelkindern, die auch in modernen Zeiten im späten 20. und im 21. Jahrhundert auf ein relativ großes Interesse stoßen. Bemerkenswert ist ein Fensterportrait Die zwei Galizierinnen (auch Mädchen am Fenster genannt, um 1660, Washington, National Gallery), das möglicherweise zwei Kurtisanen zeigt. Er hinterließ außerdem einige Porträts.
Die Einbeziehung realistischer Motive bedeutete einen großen Schritt in der Entwicklung einer eigenständigen spanischen Kunst. Die typische Verbindung von extremem Realismus und innerer Spiritualität sieht man auch in den religiösen Skulpturen von Juan Martínez Montañés und Pedro de Mena. In den Werken von Murillos Vorgängern Ribera, Zurbarán, Cano und Velázquez, erkennt man den Naturalismus der Zeit, das dramatische Licht, effektvolle Schattenspiele und die farbliche Nüchternheit – Elemente, die von den düsteren Paletten Caravaggios und seiner Nachfolger, der Caravaggisten, beeinflusst sind.
Murillo selber wurde oft wegen seiner Natürlichkeit und Wahrhaftigkeit, und die besondere Mischung von irdischer und himmlischer Realität bzw. mystischem Erleben gelobt. Wassili Botkin (1811–1869) schrieb über ihn: „Diesem Menschen ist Alles zugänglich: sowohl die tiefste, verborgenste Mystik der Seele als auch das einfache, alltägliche Leben…; alles stellt er in erstaunlicher Wahrheit und Realität dar.“

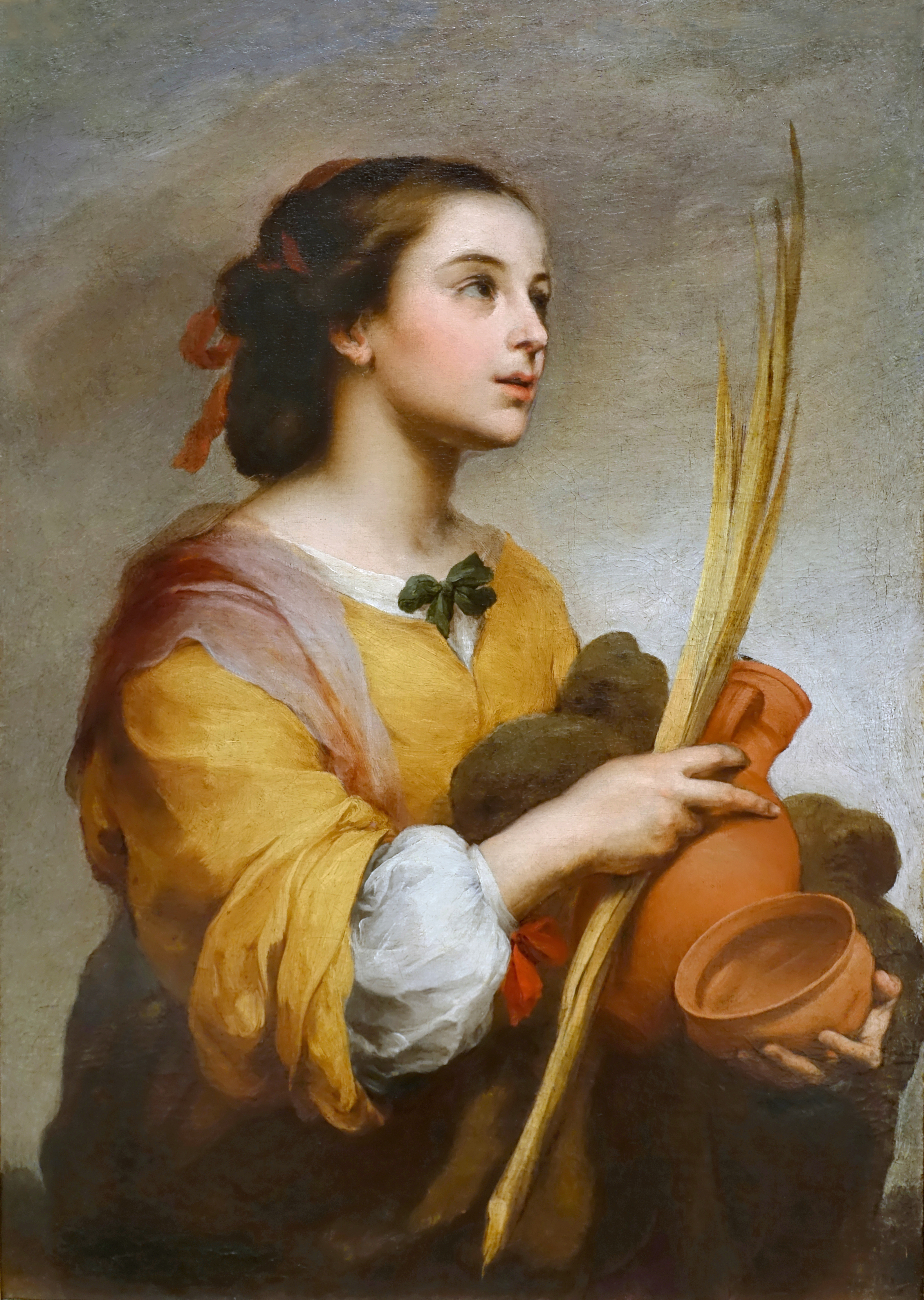
Santa Justa, ca. 1665, Meadows Museum, Dallas

In Murillos Gesamtwerk ist eine stilistische Entwicklung von einem dunklen Tenebrosostil zu einer lichterfüllten Malerei zu erkennen. Seine Biographen versuchten bei ihm drei Epochen oder Stile zu unterscheiden: ein früher Stil eines „schattigen Helldunkels“, einen „silbrigen“ und einen „duftig-goldenen“ Stil, die jedoch nicht eindeutig in eine chronologische Abfolge zu bringen sind. Deutlich zu erkennen ist in seiner künstlerischen Entwicklung „eine Betonung des Lyrischen und des emotionalen Aufbaus der Bilder“ und eine sensible „Bereicherung der Farbpalette“. Die „schweren dichten Schatten“ des Frühwerks weichen später einer sehr differenzierten Behandlung von Licht und Schatten mit vielen Halbtönen, und indirekter Lichtführung. Das Kolorit ist warm, die Pinselführung weich und frei, Umrisse weich und (leicht) verschwommen, im Sinne eines sogenannten stile vaporoso (italienisch: dunstig, leicht, luftig, duftig). Dabei fand er trotz stilistischer Vorbilder, wie z. B. van Dyck, einen ganz eigenen eleganten, „zärtlichen“, „feinfühligen“ und fortschrittlichen Stil: In bestimmten Details seiner Malerei, „in Ausdruck, Farbe und Form“, in seinen Immaculadas genau wie in vielen anderen Werken, nimmt er bereits den Rokoko vorweg, lange bevor es diesen überhaupt gab. Nicht zuletzt ist auch die Schönheit der Figuren, besonders der Frauen (Madonnen), Engel und Kinder, ein wichtiger Faktor in seinem Werk.
Aus dieser Perspektive erstaunt es kaum, dass Murillos Werke vor allem vom Anfang des 18. bis ins 19. Jahrhundert hoch begehrt waren. In Frankreich war er Mitte des 18. Jahrhunderts der bekannteste spanische Maler und auch im 19. Jahrhundert erzielten seine Werke auf Auktionen zum Beispiel in Paris 1854 Höchstpreise. Seine Genreszenen (etwa 25 sind erhalten) waren schon Ende des 17. Jahrhunderts fast alle im Ausland (höchstwahrscheinlich direkt über niederländische Händler in Sevilla), so dass 1779 in Spanien sogar ein Export-Verbot verhängt wurde. Von den ungefähr 2000 Tafelbildern sind Dreiviertel verloren. Daneben hinterließ er auch ein umfangreiches graphisches Werk.
Um 1900, nach Impressionismus und Postimpressionismus, und erst recht mit dem Expressionismus veränderten sich die Maßstäbe, und Murillos Ruhm begann zu verblassen, nicht zuletzt auch durch die Entdeckung anderer und neuer Idole, insbesondere von Velázquez durch die Impressionisten, und später auch von El Greco, die heute (Stand 2018) zusammen mit de Goya als Inbegriff „spanischer“ Kunst gelten. Der russische Kunsthistoriker Alexander Benois meinte dazu im 20. Jahrhundert: „Murillo, einst Liebling der Menge und der Ästheten, hat heute seine Beliebtheit etwas eingebüßt, und größtenteils deswegen, weil die ganze Psychologie des 17. Jahrhunderts unserer Zeit fremd ist. …Murillo ist für uns zu zart, zu feinfühlig. … Und dennoch ist die heutige Einstellung zu Murillo ungerecht. Denn er ist ein ganz großer Meister, und noch dazu ein ganz eigenartiger … ein Virtuose, der seine Bilder mit großer Leichtigkeit auf die Leinwand zauberte (köstlich ist gerade diese Unbegreiflichkeit der Technik Murillos)…“
Es sind zwei Selbstporträts erhalten, eines aus den 1630er Jahren in Privatbesitz, das andere aus der Zeit um 1670 in der Londoner National Gallery.
Murillo wurde in Spanien 1940 mit einer Banknote geehrt: Sein Bildnis erscheint auf einer Banknote zu 1.000 Pesetas. Die Rückseite zeigt sein Gemälde „Die kleine Obsthändlerin“.
Gemälde von Murillo finden sich heute vor allem in Spanien. Im deutschsprachigen Raum ist er u. a. in der Alten Pinakothek in München, im Städel-Museum in Frankfurt/Main, der Gemäldegalerie Alte Meister in Dresden, in der Gemäldegalerie der Akademie der bildenden Künste in Wien sowie im Wallraf-Richartz-Museum & Fondation Corboud in Köln vertreten.
Aus Anlass seines 400. Geburtstages fand in Sevilla von Mitte 2017 bis Mitte 2018 das „Murillo-Jahr“ statt. Geführte Rundgänge durch die Stadt, Ausstellungen, Konzerte, Musikzyklen bis hin zu einem internationalen Kongress halfen das Leben und Werk von Bartolomé Esteban Murillo in das aktuelle Blickfeld zu rücken und das Wesen dieses Künstlers als Wegbereiter der modernen Malerei zu verdeutlichen. Als Auftakt bot das Museum der Schönen Künste vom 28. November 2017 bis 1. April 2018 die Ausstellung „Murillo und die Kapuziner“ an. Ihr folgte die Ausstellung „Murillo und seine Spur in Sevilla“ mit einigen der originellsten Werke von ihm. Den Abschluss dieses Programms bildet eine Werkschau mit über 50 Ausstellungsstücken aus internationalen Pinakotheken zusammengetragen, die bis zum März 2019 andauerte.

## Bilder mit Darstellung christlicher Motive

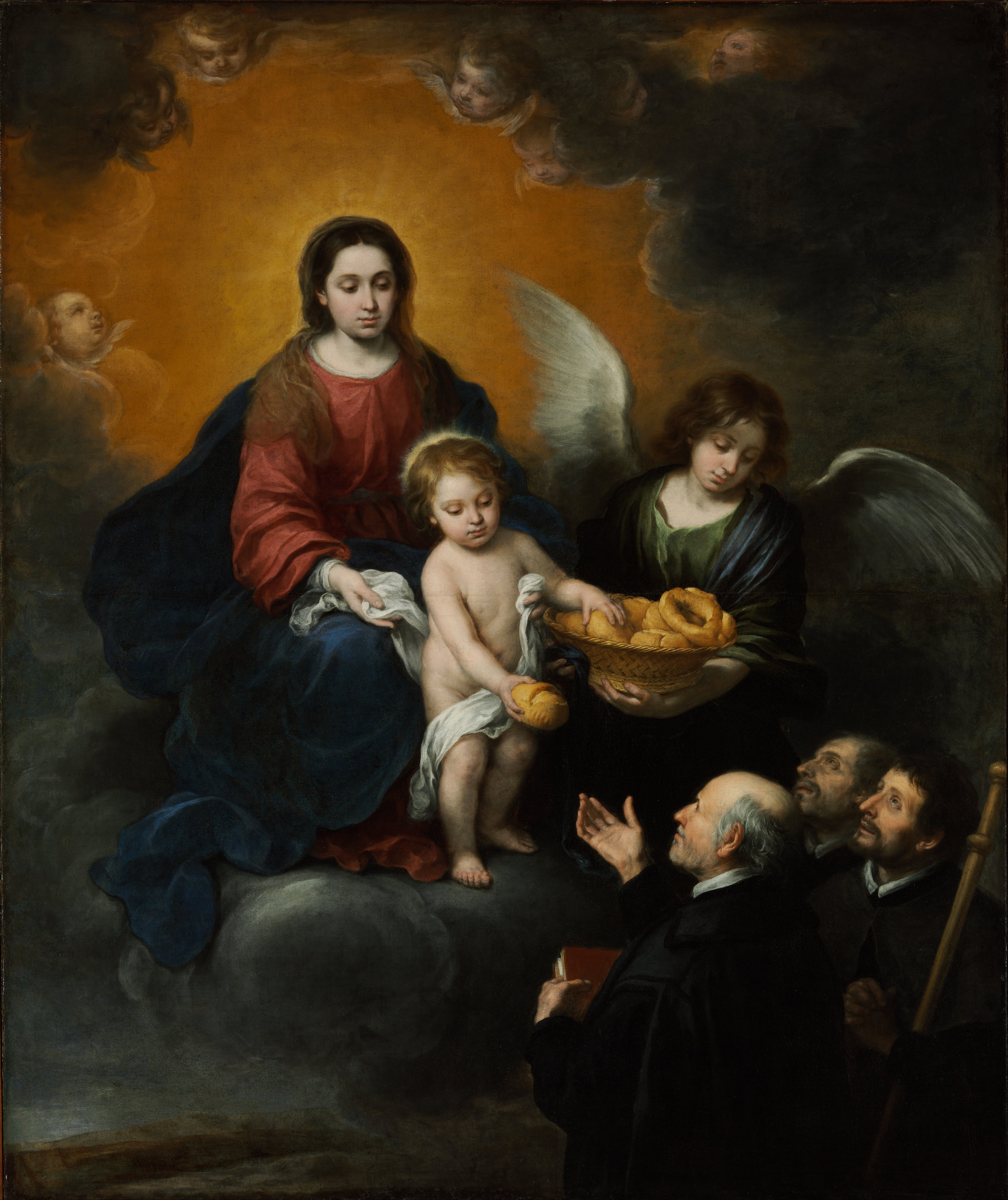
Das Christuskind verteilt Brot an die Pilger, 1678
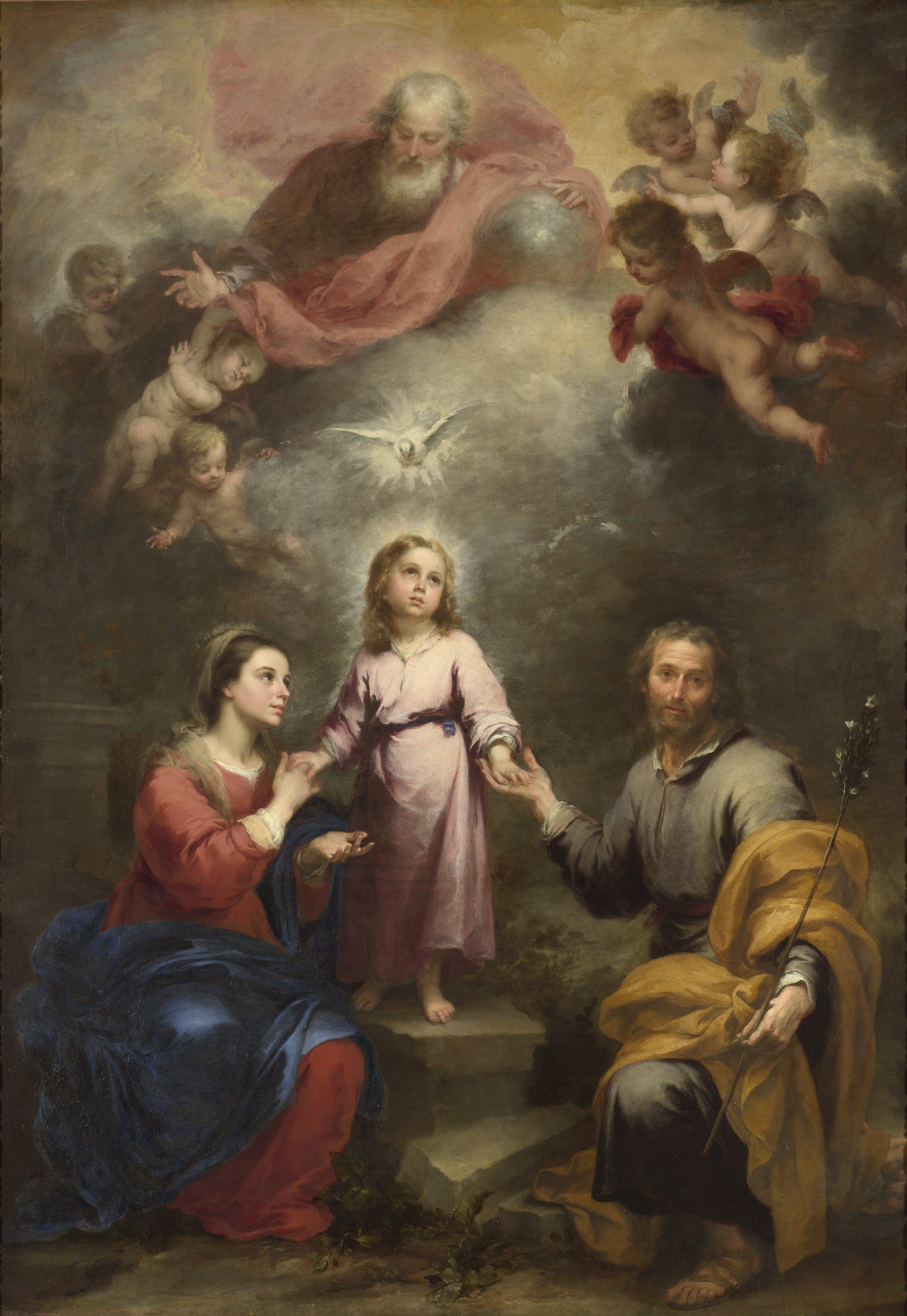
Die beiden Dreieinigkeiten, ca. 1675–1682
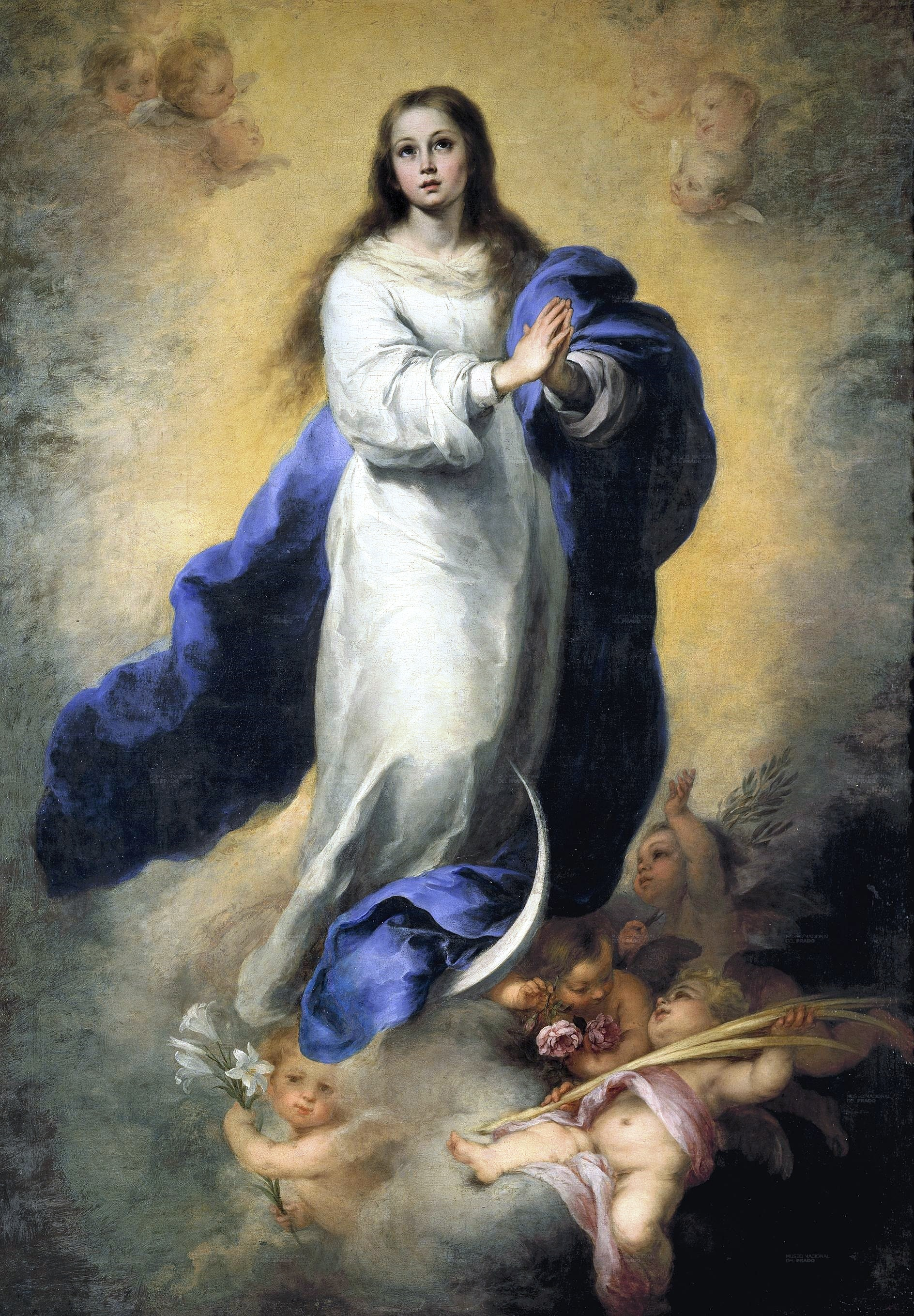
Maria Immaculata, ca. 1660–1665
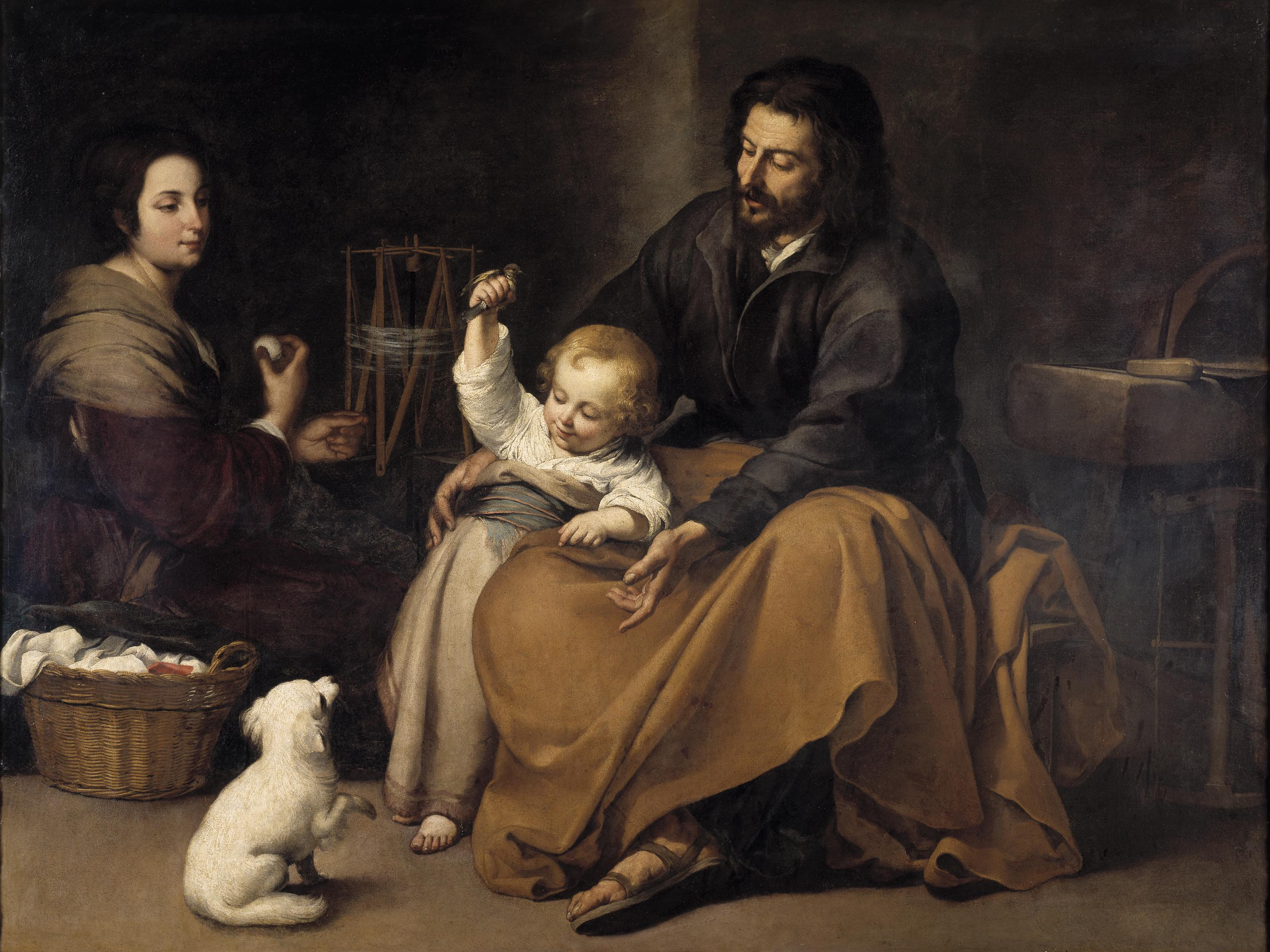
Heilige Familie mit dem Vögelchen, 1645–1650
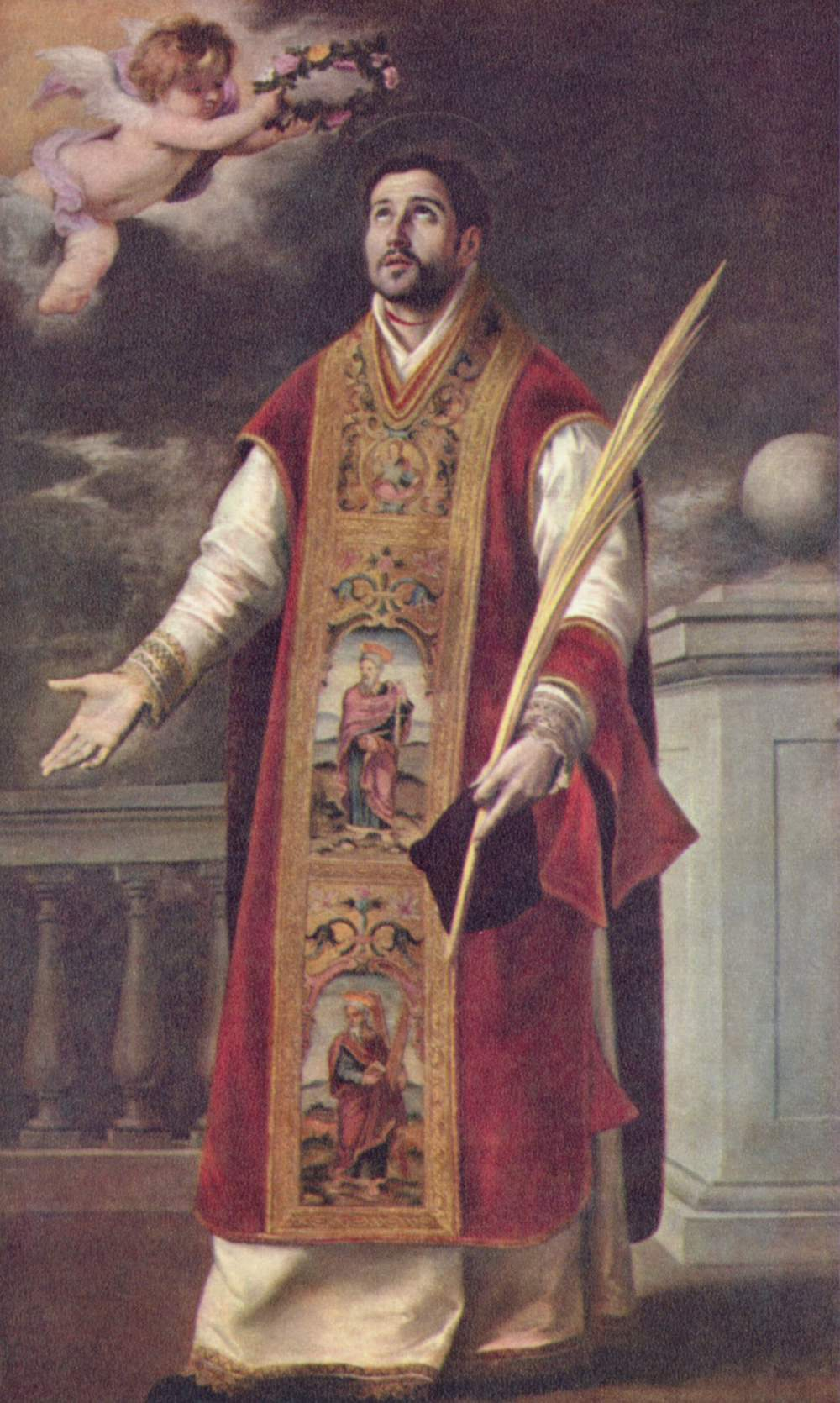
Der heilige Rodrigo, ca. 1646–1655
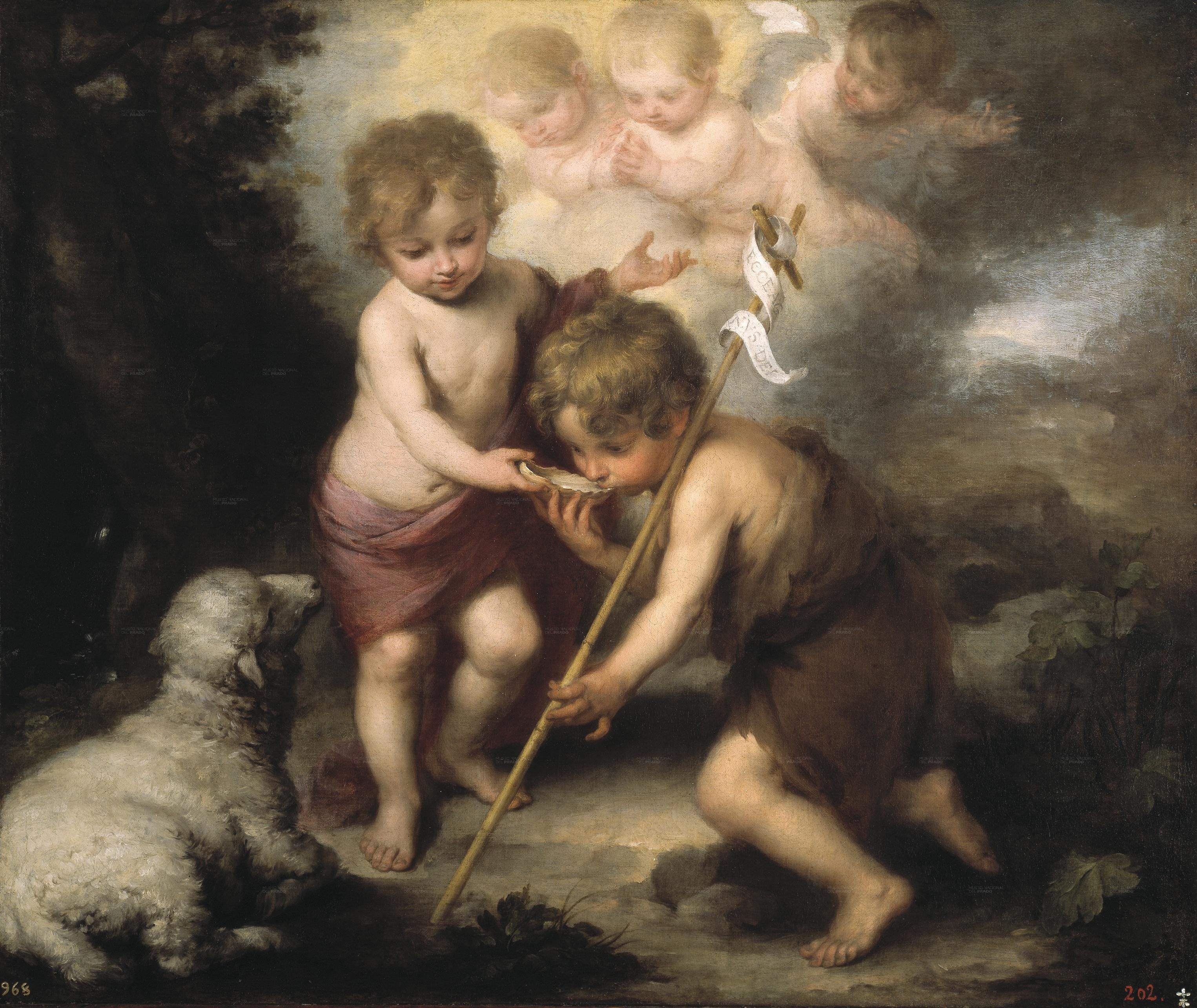
Das Christuskind reicht Johannes dem Täufer eine Schale Wasser, 1675–1680
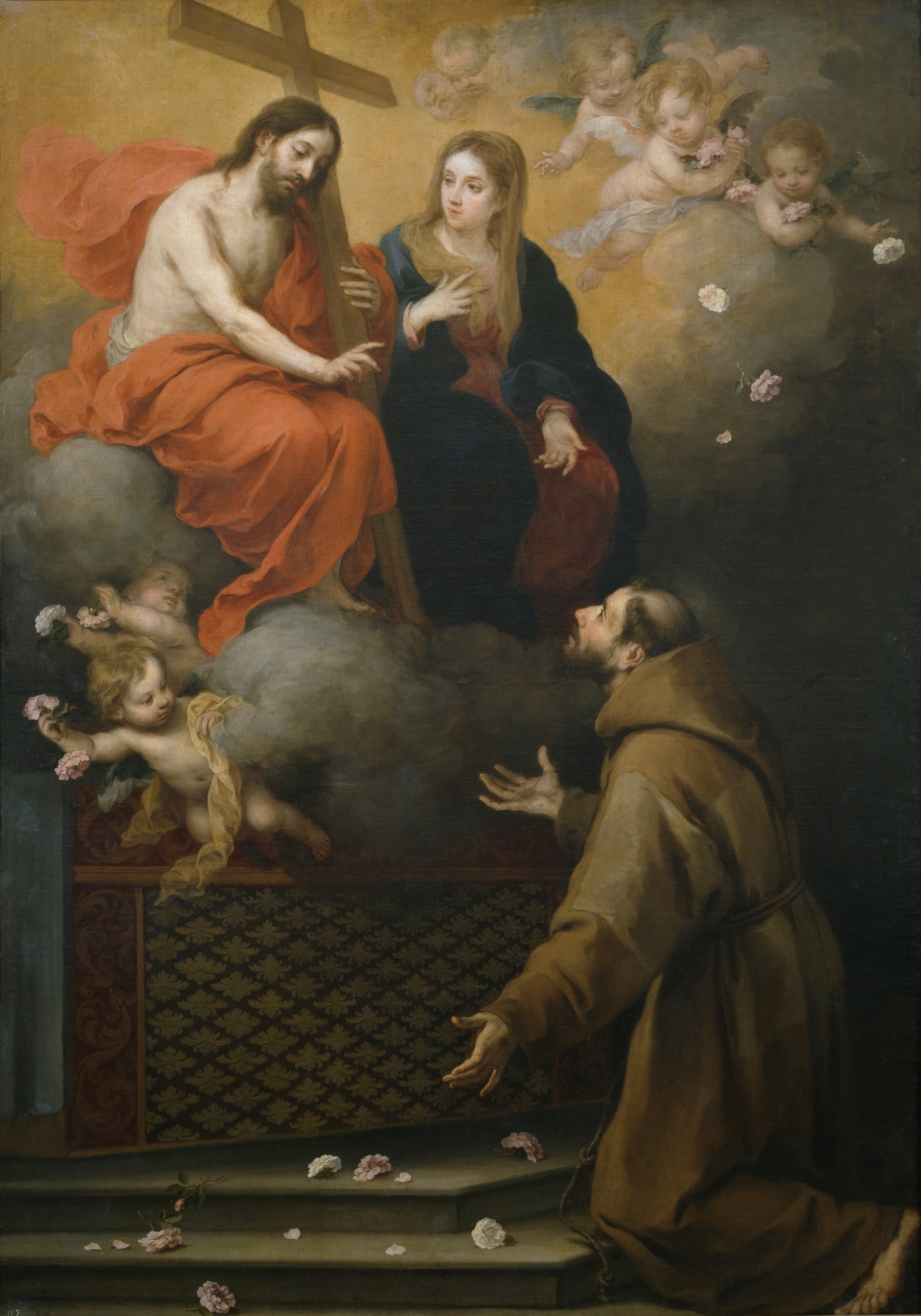
Vision des Heiligen Franziskus in der Portiuncula, ca. 1670–1680
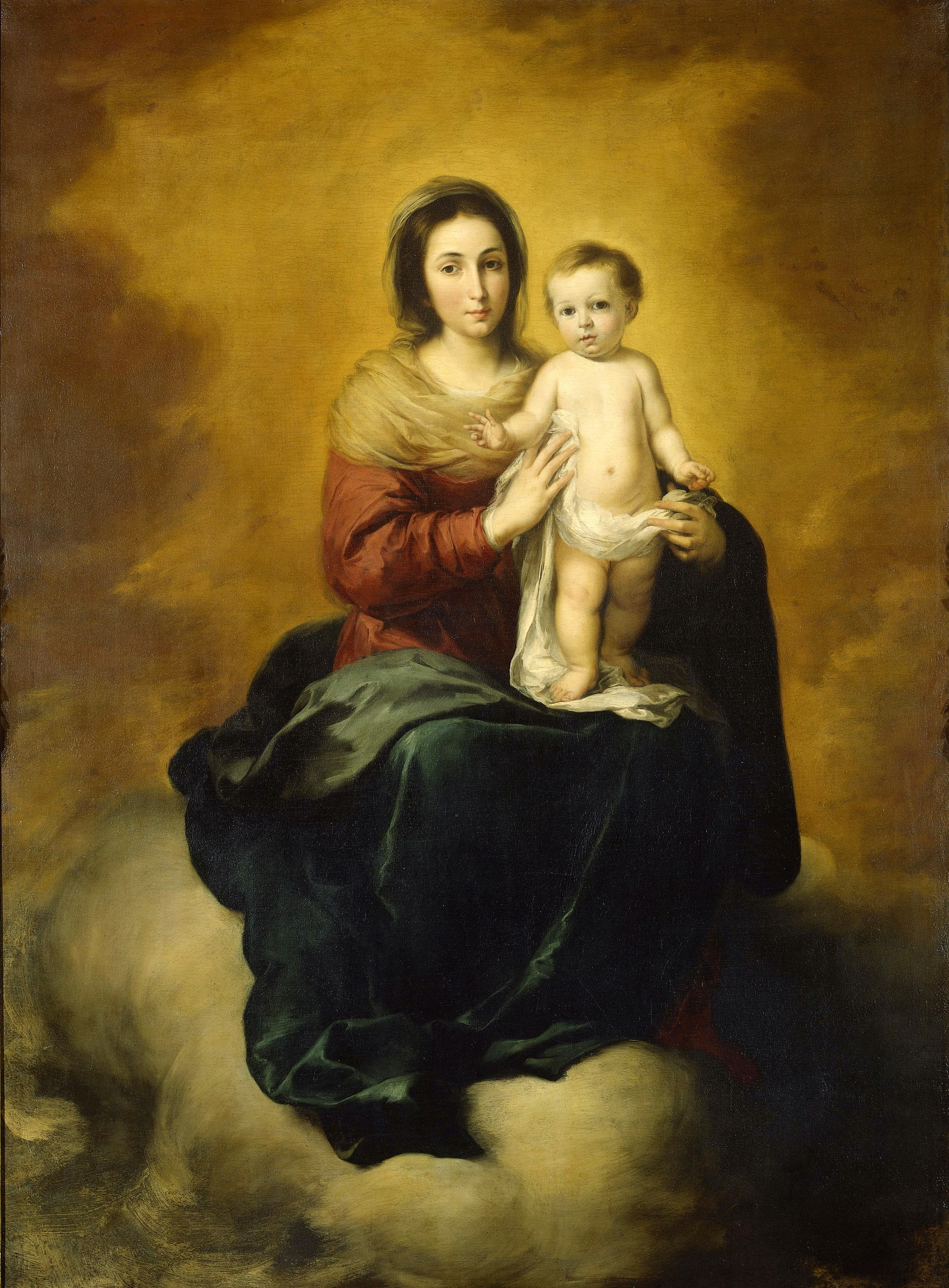
Madonna und Kind, 1655–1660, Rijksmuseum, Amsterdam
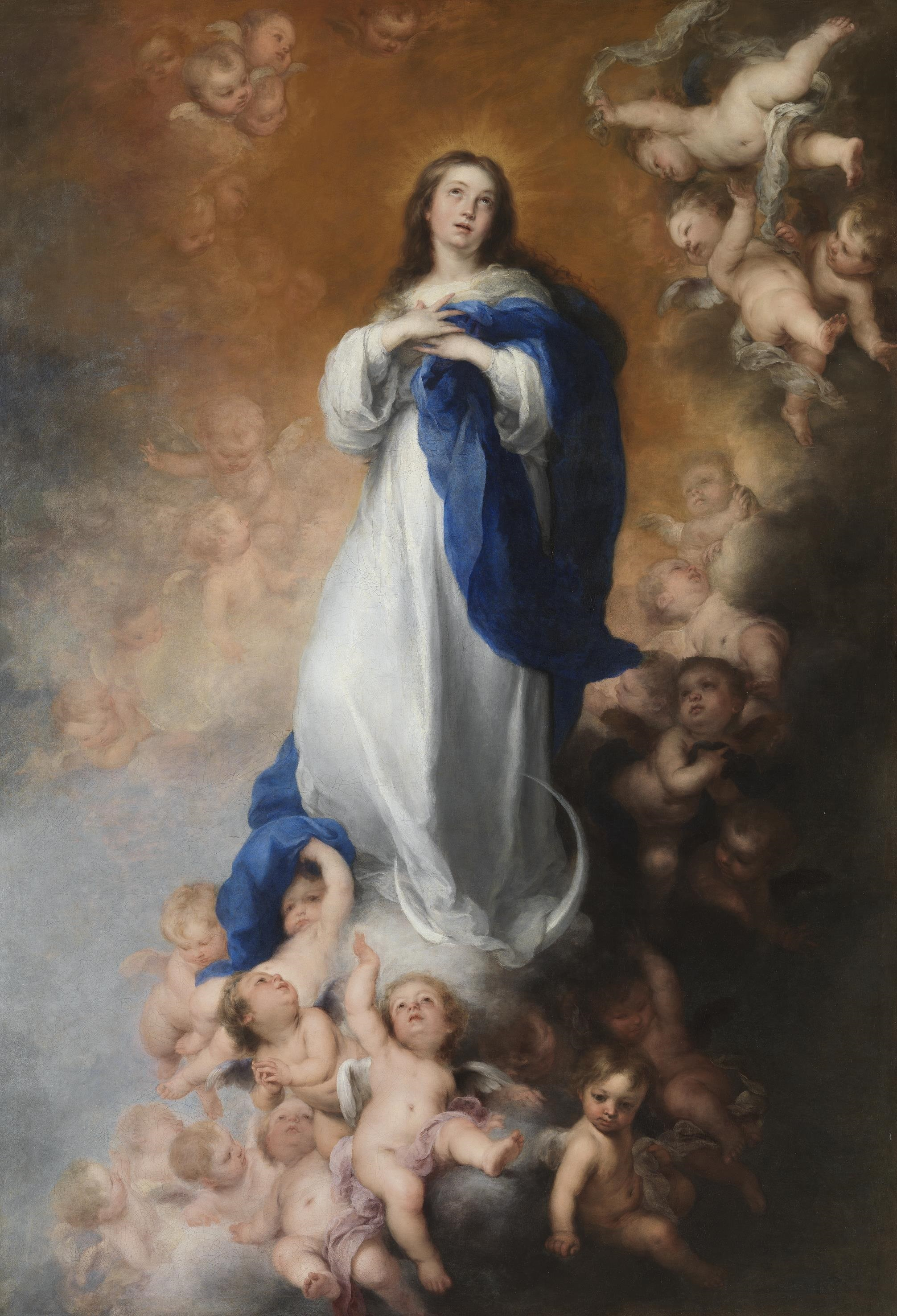
Unbefleckte Empfängnis (sogen. Inmaculada de Soult), 1678 – Murillo schuf zwei Dutzend Versionen dieses Gemäldes

## Bilder mit Darstellung von Genreszenen

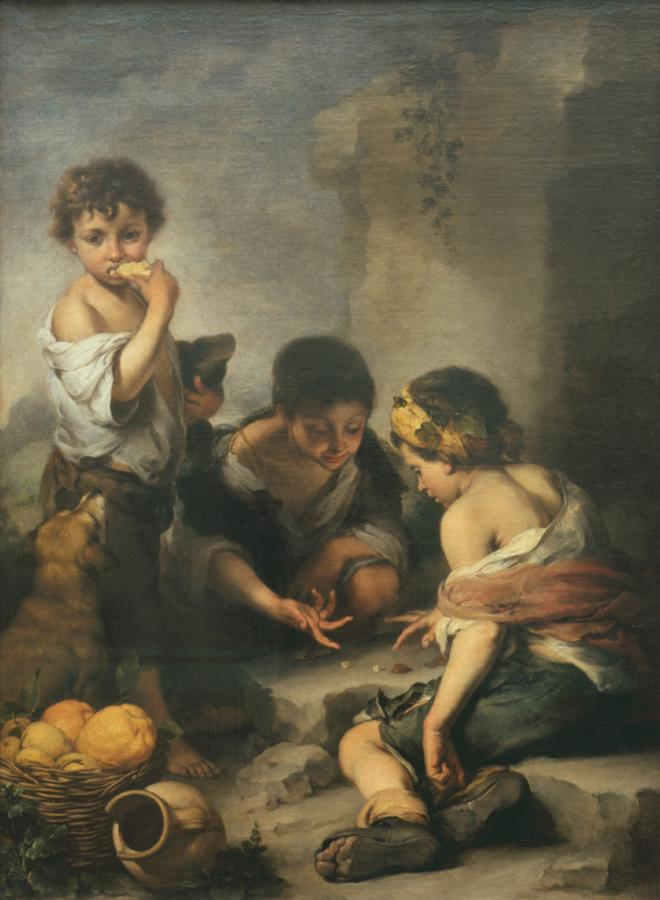
Kinder beim Würfelspiel (1665–1675)
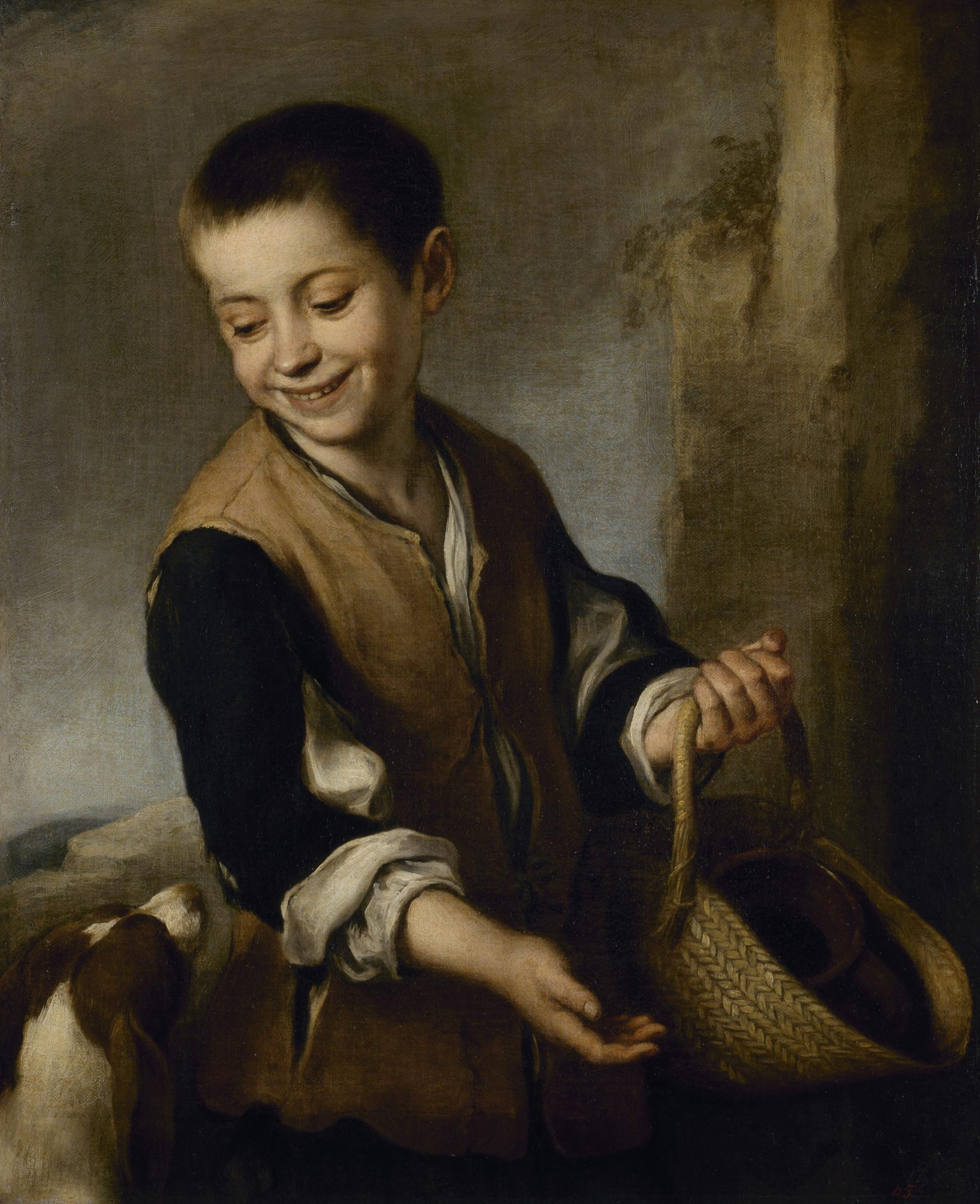
Knabe und Hund (1655–1670)
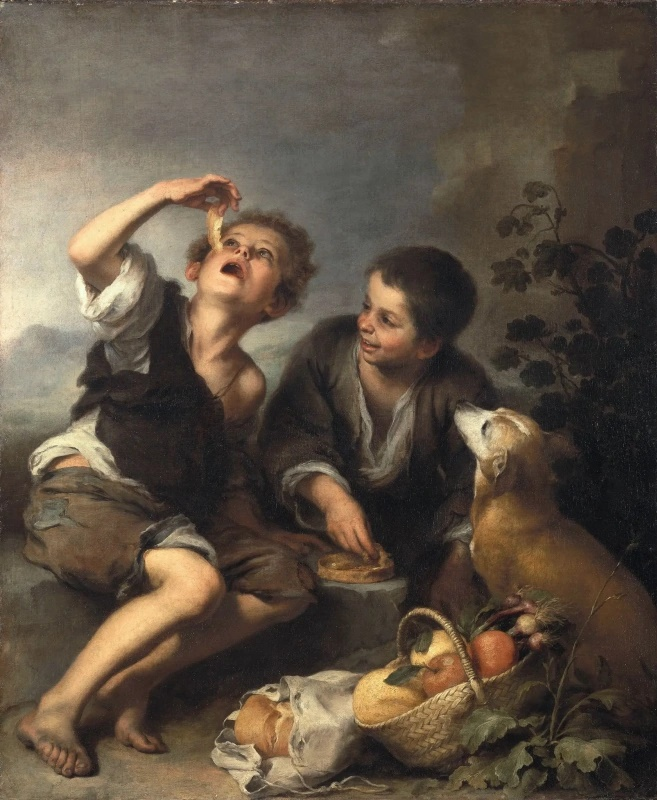
Kuchenesser (1665–1675)
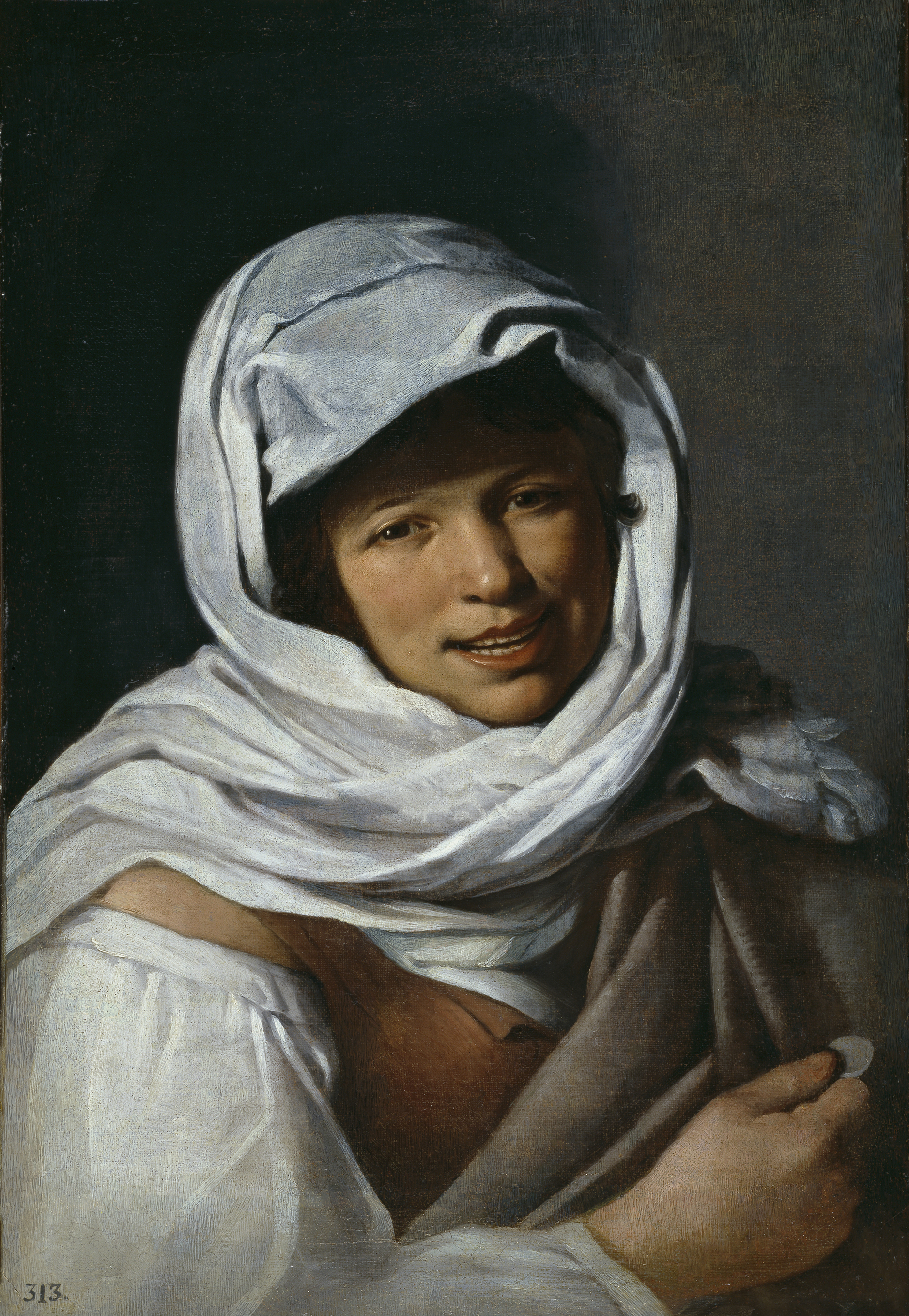
Mädchen mit der Münze (Die Galicierin) (1650)
Mädchen am Fenster (um 1665–1675)
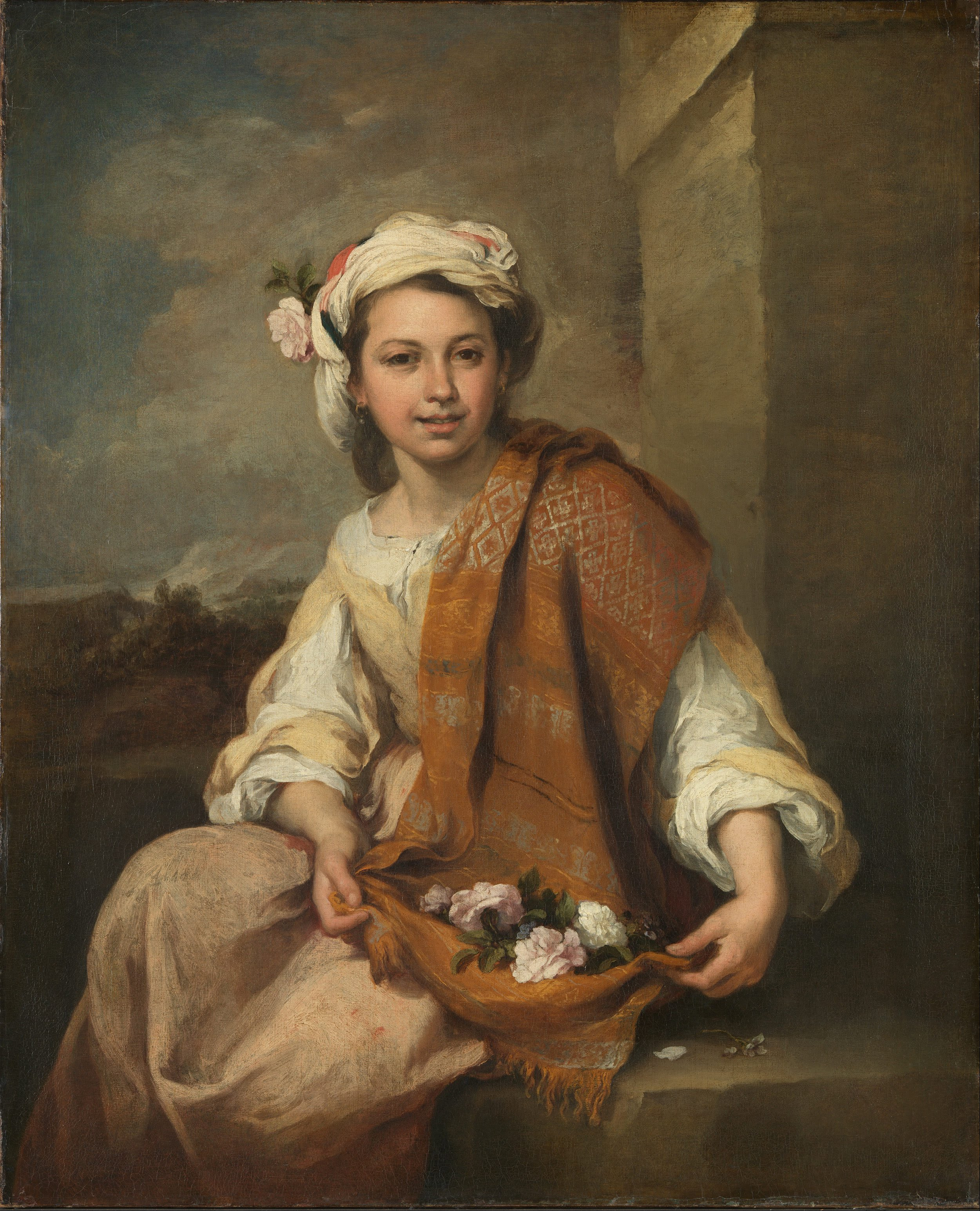
Mädchen mit Rosen (1665–1670)